# Leptomeria aphylla
Leptomeria aphylla är en tvåhjärtbladig växtart som beskrevs av Robert Brown. Leptomeria aphylla ingår i släktet Leptomeria och familjen Amphorogynaceae. Inga underarter finns listade i Catalogue of Life.